# إيف ميفيل
إيف ميفيل هو لاعب كرة قدم سويسري في مركز الدفاع، ولد في 8 ديسمبر 1983 في فريبورغ في سويسرا. لعب مع إتويل كاروغ ونادي سيرفيت ونادي شافهاوزن ونادي لوزان ونادي نيون.

## وصلات خارجية
- إيف ميفيل على موقع قاعدة بيانات كرة القدم.إي يو (الإنجليزية)
- إيف ميفيل على موقع Soccerway.com (الإنجليزية)